# Lunds Dagblad

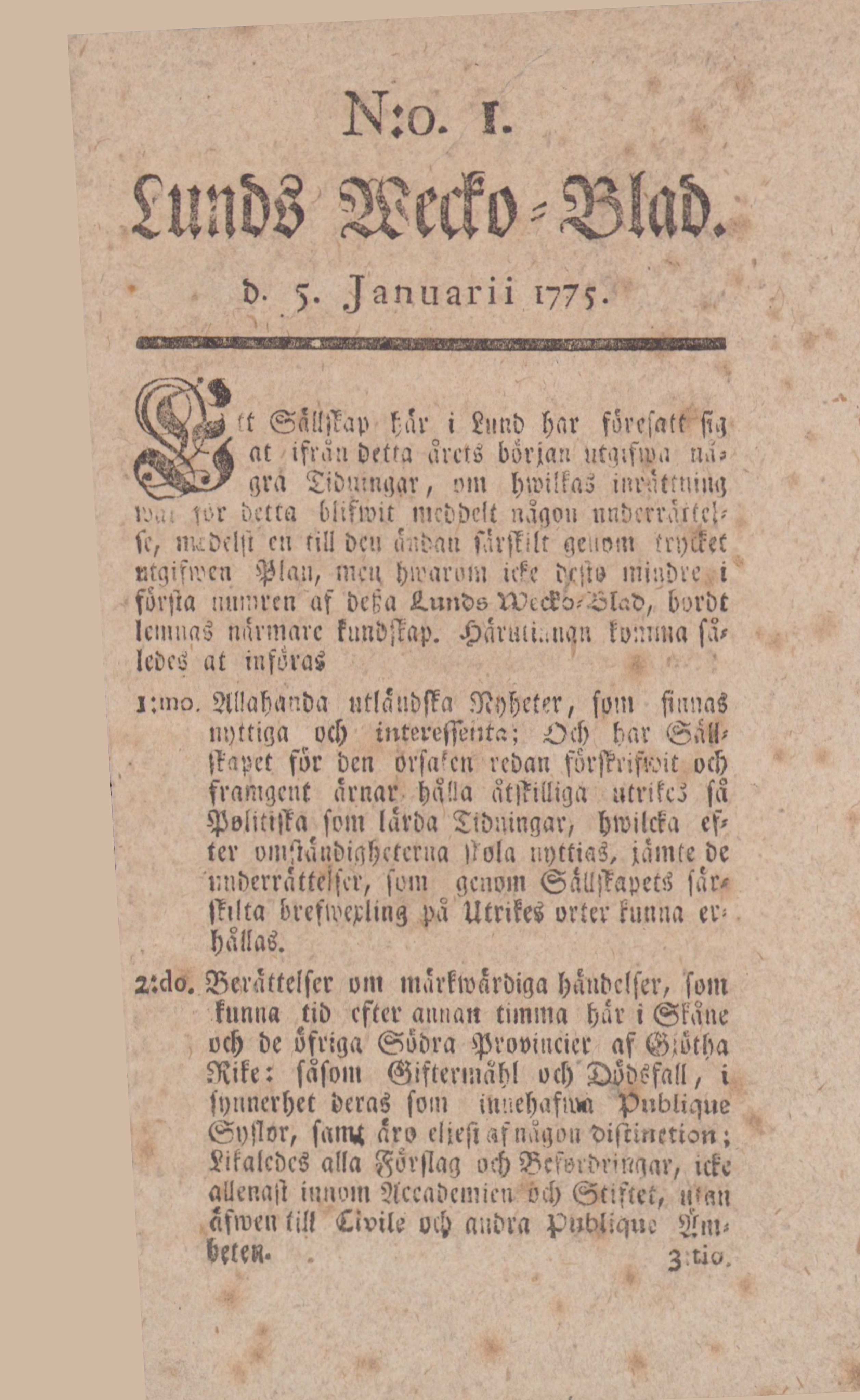
Första numret av Lunds Dagblad.

Lunds Dagblad var en svensk dagstidning, utgiven i Lund under nära tvåhundra år från 1775 till 1970. Den var dagstidning 1897-1960 och var under övriga perioder antingen veckotidning, tvådagarstidning eller tredagarstidning under andra namn. Dess politiska beteckning var länge konservativ, men 1938 blev tidningen organ för Folkpartiet.
Lunds Dagblads främsta lokala konkurrent var 1856-1921 den liberala Folkets Tidning och senare Sydsvenska Dagbladet.

## Historik
Lunds (och tillika Skånes) första tidning var Lundska Lögerdagz (Onsdagz) Courant som gavs ut 1717–1718 i samband med Karl XII:s vistelse i staden. Efter att denna upphört var Lund åter tidningslöst.
Lunds Dagblad skulle grundas mer än ett halvt sekel senare av ett sällskap där professor Gustaf Sommelius var huvudperson. Första numret gavs ut den 5 januari 1775, under titeln Lunds Wecko-Blad. Tidningen trycktes på Berlingska boktryckeriet och boktryckaren Carl Gustaf Berling var dess förläggare. Hans ättlingar skulle fortsätta utgivningen i nästan ett sekel.
Åren 1783–1812 kallades tidningen Nytt och gammalt och 1813–1897 Lunds Weckoblad Nytt och gammalt, samt 1938–1939 Skånetidningen Lunds dagblad.
Åren 1864–1866 utkom tidningen med två nummer i veckan och 1867–1896 med tre innan den i samband med namnbyte till Lunds Dagblad 1897 blev dagstidning.
1938 såldes Lunds Dagblad till ett konsortium med anknytning till Folkpartiet. De nya ägarna hade för avsikt att utveckla tidningen till ett folkpartistiskt organ i Skåne. Namnet ändrades således till Skånetidningen Lunds Dagblad och en mindre redaktion startades i Malmö. Tidningsägandet gav utdelning för Folkpartiet i form av att partiet kom in i Lunds stadsfullmäktige, men satsningen bar sig inte ekonomiskt.
1960 återgick tidningen till veckovis utgivning under namnet Lunds Veckoblad. Fortsatta ekonomiska problem ledde till att tidningen fick läggas ner i december 1970. Lunds Dagblad var då Sveriges äldsta fristående tidning och den äldsta tidningen i Skåne, oavsett kategori.

## Medarbetare
Till de mer kända medarbetarna hörde Ture Sjögren och Alfred Fjelner. Också många framstående lärare vid Lunds universitet medverkade regelbundet i tidningen. Den har även haft bidrag av Thomas Thorild, Esaias Tegnér och Bengt Lidner, bland redaktörerna märks Lars Johan Colling, Anders Lidbeck, Fredrik Johan Berling, Edward Berling och A. F. Mathson.
Redaktörer har varit bland andra Lars Johan Colling, Anders Lidbeck, Fredrik Johan Berling, Edward Berling, A. F. Malhson, Gustaf E. Ericson (1923–1935), Eric Ramm-Ericson (1935–1938), Daniel Viklund (1938–1939), Gösta Åkerholm (1939–1950) och Martin Granning (från 1950).